# Florida (ballet)
Florida es un ballet en tres actos y cinco escenas, con libreto y coreografía de Marius Petipa y música de Cesare Pugni. La obra fue presentada por primera vez por el Ballet Imperial en el Teatro Imperial Bolshoi Kamenny el 22 de enero de 1866, en San Petersburgo, Rusia, con Maria Surovshchikova-Petipa como Florida.
John Philip Sousa incluyó una suite de la partitura de Pugni para Florida en el repertorio de su banda, así como la Grand Ballet Suite de la partitura de Pugni para La hija del faraón Petipa.[cita requerida]

## Argumento
El ballet nos relata la historia de amor entre Florida, hija de un maestro de baile, y el hijo del conde Ernest. Los dos amantes se ven imposibilitados de casarse ya que pertenecen a dos estatus sociales diferentes. Florida decide actuar para buscar el consentimiento de los padres de su amado. Se viste como un oficial naval y asiste a un baile que se da en la casa del Conde; allí muestra todo su talento en la danza. El Conde y la Condesa, maravillados por la magia y la gracia del baile de Florida, dan su consentimiento para que su hijo se case con ella.